# Grafisch Lyceum Rotterdam

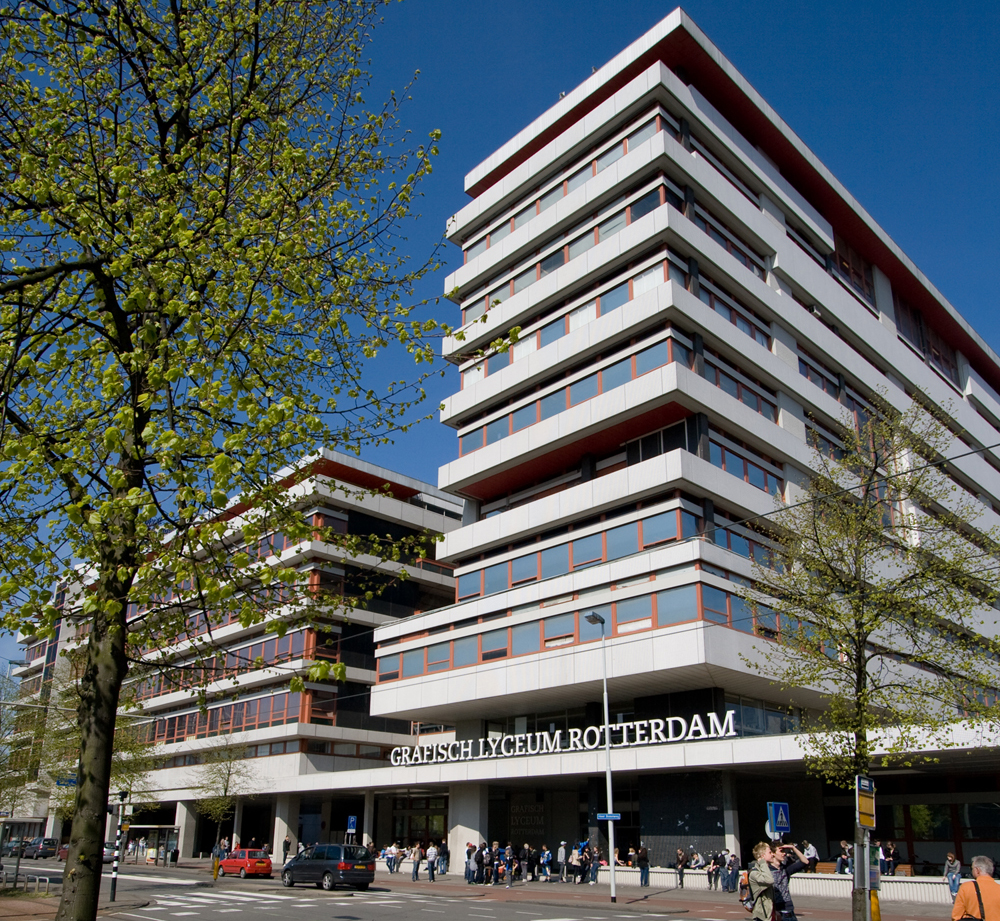
Grafisch Lyceum Rotterdam

Het Grafisch Lyceum Rotterdam, ook wel GLR, is een vakschool te Rotterdam op het gebied van media, entertainment en technologie. Het lyceum biedt opleidingen op mbo-niveau en heeft daarnaast een vmbo-afdeling voor vormgeven en media. De school telt in 2020 ongeveer 3.800 mbo-studenten, 500 vmbo-leerlingen en 450 medewerkers. De hoofdlocatie met alle mbo-opleidingen is gevestigd aan de Heer Bokelweg 255 in Rotterdam. De vmbo-afdeling heeft een eigen locatie aan het Stadhoudersplein 35 in Rotterdam.  

## Geschiedenis
De school is in 1950 opgericht als nijverheidsschool voor grafische vakken. Het onderwijs richtte zich op het productieproces van grafische media. In 1979 werd de naam veranderd in de Rotterdamse Grafische School. Sinds 1991 draagt de school de naam Grafisch Lyceum Rotterdam. Anno 2020 biedt het Grafisch Lyceum Rotterdam zo’n 20 verschillende opleidingen en specialisaties voor beroepen in de creatieve sector, zoals Mediavormgeven, Audiovisuele Media, Mediatechnologie, Mediamanagement, Redactiemedewerker, Podium- en Evenemententechniek en Creatieve Productie.  

## Bekende (ex-)studenten
- Afrojack
- Dennis van Schajik
- Jeremy Frieser
- Everon Jackson Hooi
- Kees Tol
- Jesse Hoefnagels
- Tigo Zijlstra